# Émile Bongiorni
Émile Bongiorni (* 19. März 1921 in Boulogne-Billancourt; † 4. Mai 1949 in Superga, Italien) war ein französischer Fußballspieler.

## Vereinskarriere
«Milo» Bongiorni entstammte der Jugend des CA Paris, wo er sich zu einem athletischen Mittelstürmer mit Tordrang entwickelte und in der Saison 1943/44 – während Weltkrieg und deutscher Besetzung Frankreichs – zur Stammbesetzung der Équipe Fédérale Paris-Capitale gehörte. Diese Regionalauswahl bildete auf Anweisung des Vichy-Regimes gemeinsam mit 15 anderen anstelle von Vereinsteams die landesweite erste Division, in der Bongiorni, ein „sehr britischer Spielertyp mit einer südeuropäischen Schattierung“, mit 37 Treffern als drittbester Liga-Torschütze maßgeblichen Anteil am dritten Rang seiner Mannschaft im Abschlussklassement hatte. Als dieses Experiment anschließend wieder aufgegeben wurde, schloss er sich Racing Paris an.
Bereits in seinem ersten Jahr dort gewann er nach einem 3:0-Endspielsieg den französischen Pokal, wobei ihm, anders als in den vorangehenden Runden, im Finale gegen den OSC Lille kein Tor gelang. Dafür wurde Émile Bongiorni Ende 1945 aber erstmals in die Nationalelf berufen (siehe unten). In den folgenden drei Jahren spielte der Hauptstadtklub allerdings weder in der Meisterschaft noch in der Coupe de France chancenreich um einen Titel mit, wenngleich der Mittelstürmer dort an der Seite namhafter Mannschaftskameraden wie Auguste Jordan, Maurice Dupuis, Oscar Heisserer, Lucien Jasseron, Ernest Vaast und Lucien Leduc auflief. Persönlich brachte er es 1948 mit 16 Treffern immerhin noch einmal auf Rang 10 unter den Ligatorjägern.
Nachdem der italienische Weltmeistertrainer Vittorio Pozzo die Spielkultur im Frankreich der Nachkriegszeit in höchsten Tönen gelobt hatte, richteten dortige Vereine ihr Augenmerk verstärkt auf französische Spieler, und insbesondere auf solche mit italienstämmigen Vorfahren. 1948 verpflichtete der seinerzeit die Serie A dominierende AC Turin Roger Grava von CO Roubaix-Tourcoing und Émile Bongiorni. Gleich in «Milos» erstem Jahr bei „Grande Torino“ stand das Team schon mehrere Spieltage vor Saisonschluss als Meister fest. Daraufhin vereinbarte der Verein kurzfristig ein Freundschaftsspiel bei Benfica Lissabon, zu dem die Mannschaft unter der Woche nach Portugal reiste. Auf dem Rückflug wurde die Maschine in Superga unweit Turin gegen einen Hügel geflogen. Dieser als Tragödie von Superga in die Geschichte eingegangene Unfall kostete mit einer Ausnahme sämtliche Spieler das Leben – auch den erst 28-jährigen Bongiorni. Bei der Trauerfeier wurden die Opfer posthum mit dem Scudetto ausgezeichnet.

### Stationen
- Cercle Athlétique de Paris (bis 1943, davon 1942/43 in Kriegsspielgemeinschaft mit Stade Français)
- Équipe Fédérale Paris-Capitale (1943/44)
- Racing Club de Paris (1944–1948)
- Associazione Calcio Torino (1948/49)

## In der Nationalmannschaft
Zwischen Dezember 1945 und Juni 1948 kam Émile Bongiorni bei fünf Spielen in der französischen A-Nationalelf zum Einsatz und erzielte dabei (gegen Belgien und Schottland) jeweils ein Tor. Er debütierte bei der 1:4-Niederlage der Bleus im Praterstadion gegen Österreich, und auch sein letztes Spiel in diesem Kreis endete mit einer Niederlage (2:4 in Belgien).

## Palmarès
- Französischer Meister: Fehlanzeige
- Französischer Pokalsieger: 1945
- Italienischer Meister: 1949 (posthum)
- 5 A-Länderspiele (2 Treffer) für Frankreich